# Havárie bombardéru B-52 na Fairchildově letecké základně
Havárie bombardéru B-52 na Fairchildově letecké základně se udála dne 24. června 1994, ve 14.16 pacifického času (UTC-8). Hlavní pilot strategického bombardéru Boeing B-52 Stratofortress, podplukovník Bud Holland, překročil během tréninku na blížící se letecký den manévrovací schopnosti tohoto stroje, který se tak stal neovladatelným. Kvůli nadměrnému úhlu náběhu během vybírání zatáčky došlo ke ztrátě vztlaku (anglicky je tato situace označována slovem „stall“, ztráta rychlosti), letoun přešel do pádu a ve vysoké rychlosti čelně narazil do země. Stroj po nárazu okamžitě explodoval a celá posádka zemřela. Průběh havárie byl natočen jedním z členů pozemního personálu Fairchildovy letecké základny, a tento záznam se posléze často objevoval v televizních zprávách po celém světě.
Oficiální vyšetřování dospělo k závěru, že na vině byly tři hlavní faktory: Hollandovy osobnostní rysy a chování obecně, nepotrestané Hollandovy služební prohřešky z minulosti a sled dalších kritických chyb vedoucích k havárii stroje. Tato nehoda nyní slouží jako učebnicový příklad selhání lidského faktoru a ozbrojené složky jej zmiňují během výuky nových kadetů, aby zdůraznily nutnost dodržování všech bezpečnostních předpisů a nutnost nápravy člena personálu, který je soustavně nedodržuje.